# AC Viktoria Wien
Der Athletiksport Club Viktoria Wien war ein österreichischer Athletik- und Fußballverein aus der Hauptstadt Wien. Die Fußballsektion der Viktoria zählt zu den Gründungsmitgliedern der ersten offiziellen österreichischen Meisterschaft im Jahre 1911.

## Geschichte

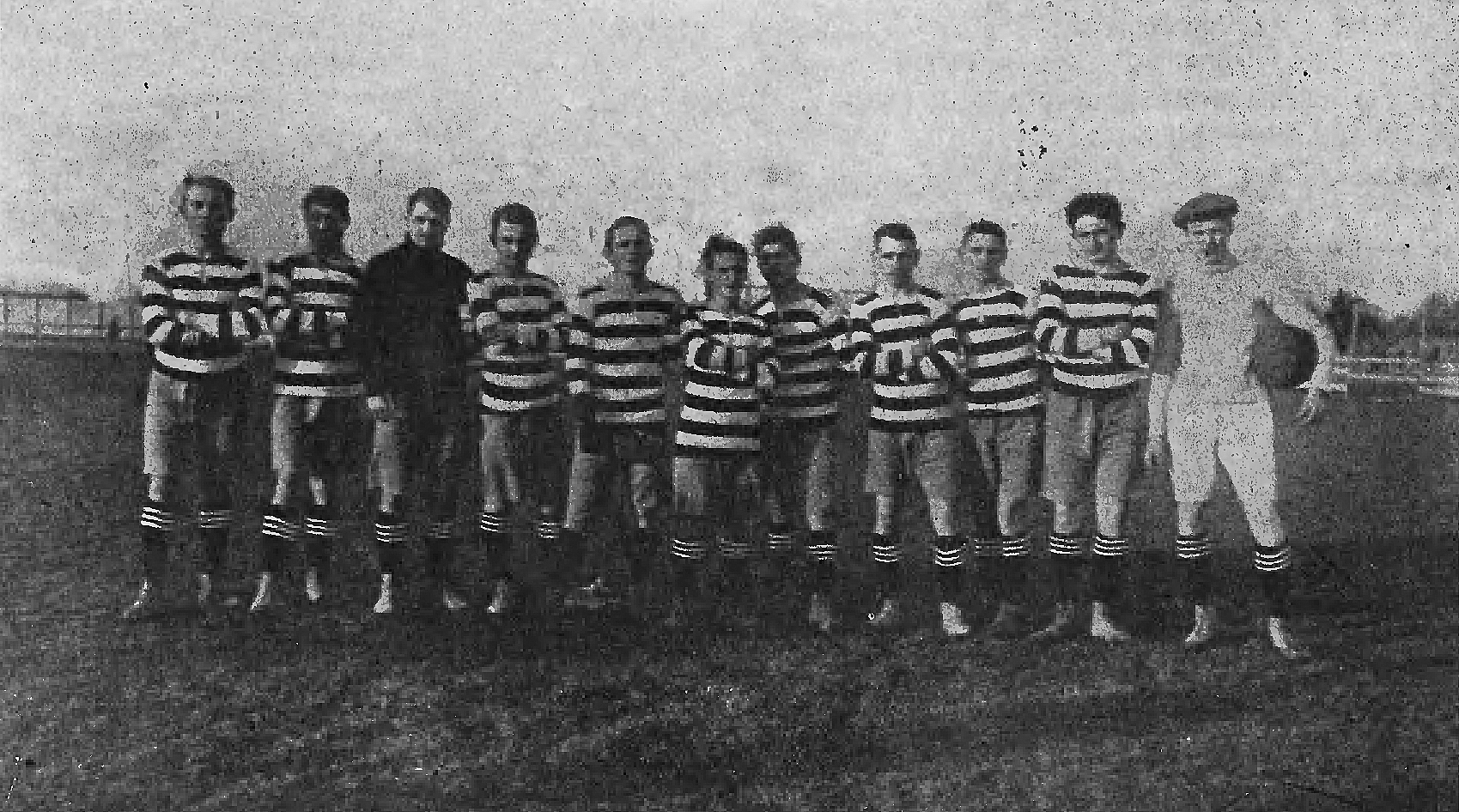
Viktoria Wien (1910)

Die Viktoria Wien wurde im Jahr 1898 gegründet. Ein paar Jahre nach seiner Gründung tauschte der Verein die lateinische/englische Namensform Victoria mit „c“ gegen die deutsche Form und schrieb sich fortan mit einem „k“ im Namen.
Der größte Erfolg des Vereins war der Einzug in das Finale des Challenge-Cups im Spieljahr 1898/99. Das Finalspiel gegen den First Vienna FC ging jedoch am 5. März 1899 klar mit 1:4 verloren. In der Saison 1901/02 spielte der Verein in der zweiten Klasse der von der Österreichischen Fußball-Union ausgeschriebenen Meisterschaft (die erste Klasse spielte um den Wiener Tagblatt-Pokal), belegte aber abgeschlagen nur den vierten und letzten Rang.
In den darauffolgenden Jahren wuchs in dem Verein eine gute Mannschaft heran und die Viktoria wurde vom ÖFV für die erste – später abgebrochene und für inoffiziell erklärte – Pflichttermin-Meisterschaft 1906/07 in die 1. Klasse aufgenommen. In dieser Klasse konnte sich die Viktoria auf Grund ihrer Spielstärke bis zur Einführung der offiziellen Meisterschaft 1911/12 halten.
In der Premierensaison der österreichischen Meisterschaft geriet der Verein, trotz der am 11. April 1911 getätigten Fusion mit der Wiener Sportvereinigung, in finanzielle Schwierigkeiten und hatte daraus bedingt wiederholt mit Aufstellungsproblemen zu kämpfen. Nachdem in der Meisterschaft vier Runden absolviert waren, konnte die Viktoria ihren Spielbetrieb nicht mehr aufrechterhalten und schloss sich nach dem 24. November 1911 dem traditionsreichen Vienna Cricket and Football-Club an, der seinerseits nach dem Übertritt des größten Teils der Kampfmannschaft zum Wiener Amateur SV mit argen personellen Problemen zu kämpfen hatte. Alle bisher bestrittenen Partien der Viktoria wurden vom Verband annulliert. Trotz der Zusammenlegung der beiden Vereine errangen die Cricketer keine Siege und nur zwei Unentschieden und nahmen am Saisonende abgeschlagen den elften und letzten Tabellenplatz ein.

## Erfolge
- 1 × Challenge-Cup-Finalist: 1899
- 1 × Erstligateilnahme: 1912

## Österreichische Nationalspieler
- Johann Pollatschek 2 Länderspiele von 1906 bis 1907
- Arthur Preiss 2 Länderspiele 1909
- Franz Scheu 1 Länderspiel 1909
- Maximilian Wancura 1 Länderspiel 1907